# Endoscopia digestiva
La endoscopia digestiva consiste en el estudio o estudios realizados para visualizar y en ocasiones tratar patologías del tubo digestivo tracto gastrointestinal, con ayuda de un endoscopio. El abordaje se hace habitualmente por los orificios naturales del cuerpo. Por boca endoscopia alta o panendoscopia, al igual que la CPRE Colangiopancreatografía Retrógrada Endoscópica y por ano colonoscopia o complemento de enteroscopia.
Es realizada por un especialista gastroenterólogo o cirujano general con especialidad en el área de endoscopia o cirugía endoscópica.

## Procedimientos endoscópicos digestivos diagnósticos y terapéuticos
- Esofagogastroduodenoscopia: visualiza el esófago, estómago y duodeno. Detecta cánceres de esas regiones, es el estudio de elección en los sangrados digestivos altos, entre otras utilidades.
- Rectosigmoidoscopia: visualiza el recto y el colon sigmoides. Detecta la mayoría de enfermedades anorectales y el cáncer de colon izquierdo. Tiene la desventaja de que no examina gran parte del colon.
- Colonoscopia: visualiza todo el colon desde el recto hasta el ciego, en manos expertas es posible canular la válvula ileocecal y revisar el íleon terminal. Es el estudio más efectivo en detección de cáncer de colon, además se utiliza en los sangrados digestivos altos y en los estudios de diarreas y anemias, por citar algunos ejemplos.
- Enteroscopia: Permite la visualización del intestino delgado.
- Colangiopancreatografía Retrógrada Endoscópica: visualiza combinando endoscopía y uso de rayos X el árbol biliar y pancreático.
- Enteroscopia: procedimiento de reciente aparición en el que se visualiza todo el intestino delgado. Modalidades: 1. Cápsula Given por telemetría, se ingiere vía oral y viaja por el intestino.  2. intubación con tubo de Enteroscopia que permite realizar terapéutica evitando cirugía abdominal abierta.
- Ultrasonido endoscópico: consiste en un endoscopio digestivo que además tiene un aparato de ultrasonido en su punta. Permite una mejor visualización de la vía biliar, del páncreas y de la profundidad de los tumores gastrointestinales. También la estadificación del cáncer digestivo.  El diagnóstico de lesiones del esfínter anal en pacientes con incontinencia. El diagnóstico temprano de la recidiva del cáncer de colon. El grado de invasión del cáncer en la pared del segmento digestivo afectado.
- HAL RAR: ligadura endoscópica endoluminal de arterias hemorroidales guiada por ultrasonido [sin incisiones quirúrgicas].  Ambulatoria.  Efectiva en el tratamiento de hemorroides G:I a G:IV sin dolor. No causa incontinencia como ocurre en el 50% de los casoso tratados con incisiones quirúrgicas.
- Anoscopia: Visualiza los detalles más pequeños del ano y recto distal, permitiendo realizar procedimientos terapéuticos locales v. gr. destrucción de hemorroides a través de las diversas modalidades, coagulación rayos infrarrojos, ligaduras de banda elástica, ligadura vía HAL-RAR.
- Manometría Esofágica y Rectal de Alta Definición: Permite el diagnóstico de trastornos motores del tubo digestivo que causan reflujo gastroesofágico, disfagia, incontinencia.
- Ph Metria por Telemetría:  Diagnostica el reflujo gastroesofágico sin colocación y fijación de catéteres en la nariz.

## Terapéutica endoscópica
La endoscopia digestiva ha avanzado mucho en los últimos años y ha evolucionado de ser una técnica meramente diagnóstica a ser una técnica terapéutica. Todos los procedimientos arriba señalados permiten realizar terapéutica. Se citan algunos ejemplos:
- Polipectomía: resección de un pólipo en cualquier parte del tracto gastrointestinal.
- Resección Mucosa Endoscópica (mucosectomía): es la resección extensa de una parte de la mucosa, generalmente se usa para resecar cánceres gástricos tempranos. Esta técnica se ha desarrollado y perfeccionado principalmente en Japón.
- Tratamiento del sangrado digestivo no variceal: generalmente se producen por úlceras o lesiones vasculares. Hay múltiples opciones terapéuticas. Se puede inyectar una sustancia vasoconstrictora como la adrenalina que disminuirá el flujo de sangre al área del sangrado. Se puede aplicar terapia térmica mono o bipolar sobre el punto de sangrado. Una técnica más innovadora es el uso de coagulación por medio de Argón Plasma.
- Tratamiento del sangrado digestivo por várices gastro-esofágicas: se pueden colocar ligas, inyectar esclerosantes o cianocrialato para tratar várices esofágicos y várices gástricas.
- Colocación de Gastrostomía Endoscópica Percutánea (PEG): guiado por endoscopía se hace una punción en la pared abdominal que llega hasta el estómago. Se introduce con base en esa guía un dispositivo que permite alimentar directamente al estómago a pacientes que no pueden alimentarse por la boca.
- Colocación de Prótesis en el tubo digestivo a nivel de esófago, estómago, intestino delgado, colon, vía biliar y conducto pancreático.
- Toma de biopsias por punción con aguja fina: Esto es de utilidad para biopsiar cáncer de páncreas que de otra forma requeriría una cirugía abdominal.
- Terapéutica de la vía biliar: por medio de la CPRE se pueden colocar prótesis en la vía biliar, extraer cálculos de la misma entre otras muchas opciones terapéuticas a ese nivel.
- Suturas Endoscópicas Endoluminales, tipo Endocinch para reflujo gastroesofágico. Tipo [HAL-RAR] para la ligadura de arterias hemorroidales vía anoscopia y ligadura endoscópica endoluminal guiada por ultrasonido sin incisiones quirúrgicas, sin dolor y ambulatoria.

## Endoscopia digestiva para tratar la obesidad
La endoscopia digestiva ha emergido como una opción innovadora para el tratamiento de la obesidad, ofreciendo procedimientos mínimamente invasivos que no requieren cirugía. Entre estas técnicas se encuentran la colocación de balón intragástrico, que consiste en introducir un balón de silicona en el estómago para reducir su capacidad y generar sensación de saciedad, y la gastroplastia endoscópica en manga (EndoSleeve), en la que se realizan suturas en el estómago para disminuir su tamaño y limitar la ingesta de alimentos. Estos procedimientos, realizados por especialistas en gastroenterología y endoscopia bariátrica, representan una alternativa segura y efectiva para pacientes con obesidad moderada que buscan perder peso sin recurrir a la cirugía tradicional.